# Ідзанамі

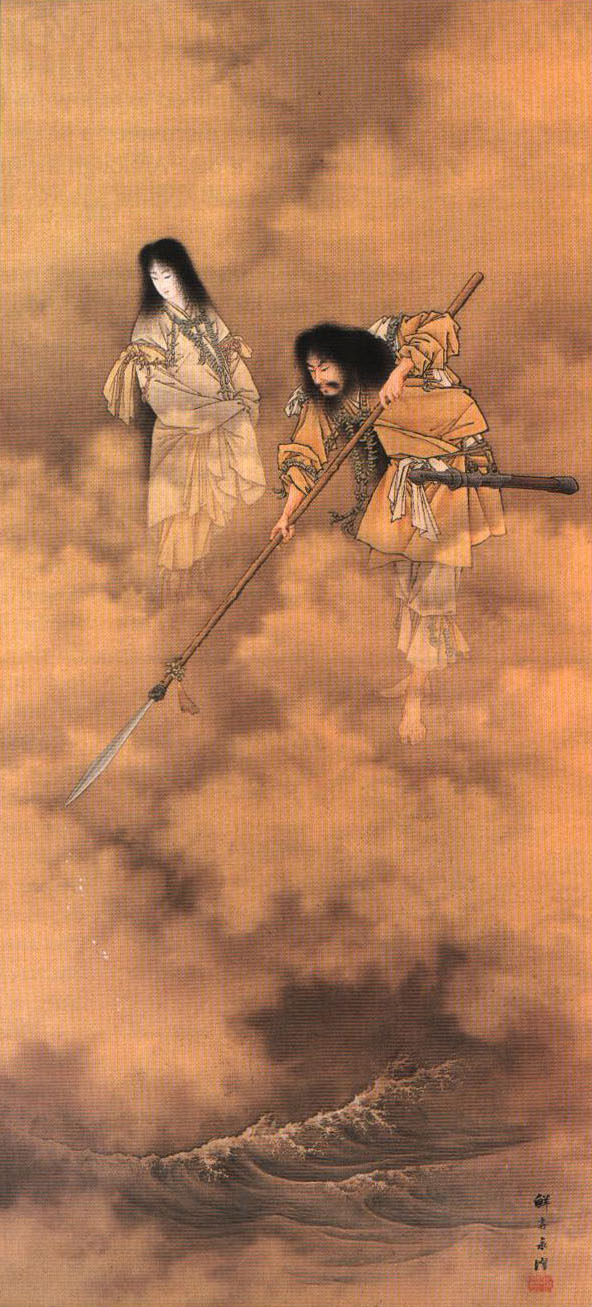
Ідзанамі та Ідзанаґі. Картина художника Кобаясі Ейтаку кінця XIX стор.

Ідзанамі (яп. イザナミ),— в шінтоїзмі богиня творіння й смерті, народжена вслід за першим поколінням небесних богів, дружина бога Ідзанаґі. До її відходу в царство мерців носила титул Ідзанамі-но мікото (букв. «високе божество»), після цього та розрив шлюбу з Ідзанаґі — Ідзанамі-но камі («богиня», «дух»).

## Ідзанаґі та Ідзанамі
Ідзанаґі зі своєю сестрою Ідзанамі стояли на небесному мості, що літає, дивилися вниз, питаючи одне одного, чи є під ними земля. Щоб дізнатися це, вони опустили зроблений з коштовного каміння спис та виявили океан. Коли вони підняли спис, вода, котра втекла з нього, затверділа та обернулася на острів Оногородзіма (сам собою затверділий острів).
Тоді вони спустилися на той острів та встановили разом стовп на острові, Ідзанамі пішла навколо того стовба в одну сторону, Ідзанаґі — в іншу. Коли вони зустрілися, Ідзанамі сказала: «Як чудово. Я зустріла чарівного юнака». Однак ця фраза розлютила Ідзанаґі, котрий сказав, що через те, що він чоловік, то за правом саме він повинен говорити першим, і запропонував обійти стовп ще раз. Коли вони знов зустрілися, він першим сказав: «Як чудово. Я зустрів чарівну дівчину», після чого вони одружилися.
Коли Ідзанамі створювала острови, моря, ріки, дерева, трави, вони разом з Ідзанаґі думали, що треба створити когось, хто міг би стати правителем всесвіту. Тоді народилася богиня Сонця Аматерасу. Другою дитиною Ідзанаґі та Ідзанамі був бог Місяця Цукуйомі, третьою — Сусаноо (поривчастий бог-чоловік). По іншій версії Аматерасу, Сусаноо та Цукуйомі були народжені з голови Ідзанаґі після відходу Ідзанамі в країну померлих Йомі.
Після народження бога-духа вогню Кагуцуті Ідзанамі ослабла та сильно захворіла. Дізнавшийся по це, Ідзанаґі впав на коліна й плакав, але його печаль не могла їй допомогти, і вона віддалилася до країни Йомі, де володарювала вічна темрява.
Однак Ідзанаґі не міг без неї жити й незабаром вирушив слідом за Ідзанаґі. Коли він її знайшов, вона сказала, що Ідзанаґі прийшов занадто пізно, й попросила його не дивитися на неї. Однак він не виконав цього прохання та запалив вогонь. Тоді замість жінки він побачив спливаючу гноєм тварюку, поряд з якою сиділи вісім втілень бога грому, а на нього втупилося втілення вогню, землі й гір.
Ідзанамі сильно розсердилася на Ідзанаґі та послала за ним вісім потворних жінок країни Йомі. Він дістав меча, тікав від них. В один момент він кинув на бігу головну пов'язку, і коли вона перетворилася на гроно винограду, вісім потворних жінок зупинилися та стали його їсти. Тоді Ідзанамі сама кинулася наздоганяти Ідзанаґі. Однак до того часу Ідзанаґі вже дістався кордону між країною Йомі та останнім світом та загородив прохід між ними великою скелею. В той момент він відчув присутність Ідзанамі по іншу сторону скелі й запропонував їй розторгнути їх союз. Ідзанамі відповіла, що в такому випадку вони придушать усіх людей за один день, але Ідзанаґі відповів їй тим, що ладен створити в день тисячу п'ятсот будинків для породіль.
Після повернення з країни Йомі Ідзанаґі зробив численні обмивання, чим породив ще ряд богів.
Згідно з «Ніхонгі», після того, як божественне призначення Ідзанаґі було виконане, він зробив житло Темряви на острові Ахадзі, де й перебуває досі в тиші й таємниці.